# Présidence de la Yougoslavie
 (janvier 2020).
Le contenu est difficilement compréhensible vu les erreurs de traduction, qui sont peut-être dues à l'utilisation d'un logiciel de traduction automatique.

Drapeau de la présidence de la République fédérative socialiste de Yougoslavie

La présidence de la République fédérative socialiste de Yougoslavie (en serbo-croate Predsedništvo SFRJ et Председништво СФРЈ ; en slovène Predsedstvo SFRJ ; en macédonien Председателство на СФРЈ), était le chef de l'État collectif de la République fédérative socialiste de Yougoslavie. Ce poste a été créé en 1971, conformément aux amendements à la Constitution de 1963, et réorganisé par la Constitution de 1974.
La République fédérative socialiste de Yougoslavie était composée de six républiques : la Slovénie, la Croatie, la Bosnie-Herzégovine, la Macédoine, le Monténégro et la Serbie avec ses deux provinces, la Voïvodine et le Kosovo.
Jusqu'en 1974, la présidence comptait 23 membres : trois de chaque république, deux de chaque province autonome et le président Josip Broz Tito.
En 1974, la présidence a été réduite à 9 membres - un de chaque république et province autonome et, le président de la Ligue des communistes de Yougoslavie. Après 1988 il y avait 8 membres - un de chaque république et province.
D'octobre 1991 à juin 1992, il y avait une "Présidence tronquée", composée de seulement 4 membresː la Serbie, le Monténégro, la province du Kosovo et la province de Voïvodine.

## Pouvoirs constitutionnels
Selon la Constitution de 1974, la présidence avait les pouvoirs suivants : 
- représenter la fédération à l'intérieur et à l'extérieur du pays
- commander les forces armées yougoslaves, décider d'utiliser l'armée à la fois en temps de guerre et de paix
- protéger l'égalité des nationalités yougoslaves
- protéger l'ordre constitutionnel
- proposer un candidat au poste de Premier ministre fédéral
- proposer des candidats aux postes de juges constitutionnels fédéraux
- nommer les ambassadeurs, généraux et amiraux
- nommer le Conseil national de défense et, si nécessaire, également d'autres organismes (dont le Conseil fédéral pour la protection de l'ordre constitutionnel)
- donner des logements et décerner des décorations d'État

La présidence comptait huit membres élus, un par le parlement de chaque république et province autonome, et proclamés par l'Assemblée fédérale de la RSFY, ainsi qu'un neuvième membre en la personne du président du présidium de la Ligue des communistes de Yougoslavie. Cette participation d'office du chef de la LCY a été abolie par les modifications constitutionnelles de l'automne 1988. Le mandat de la présidence durait cinq ans, si bien que la présidence de neuf membres a été élue quatre fois au total : en 1974, en 1979, en 1984 et en 1989.
Jusqu'en 1980, la plupart des pouvoirs de la présidence (et le contrôle du pays en général) étaient en fait exercés par Josip Broz Tito, président à vie de la république. Après sa mort en mai 1980, son poste est resté vacant et la présidence a commencé à fonctionner conformément à la constitution.
Parfois, la présidence a tenu ses sessions dans une composition élargie. Outre les membres de la présidence en tant que telle, ont participé à ces sessions les fonctionnaires suivants : le président de l'Assemblée fédérale, le président et le vice-président du Conseil exécutif fédéral (le gouvernement), des secrétaires (ministres) fédéraux de la défense, de l'intérieur et des affaires étrangères, le président de la Conférence fédérale de l'Alliance socialiste des travailleurs de Yougoslavie et des présidents des républiques et des provinces autonomes yougoslaves. La présidence élargie n'était pas fondée sur la Constitution et ne pouvait elle-même adopter aucune décision.

## Période post-Tito
Tito, en tant que président de la république, était d'office président de la présidence. Après sa mort, un nouveau président de la présidence fut élu chaque année. L'ordre de rotation des membres au poste de direction a été convenu à l'avance, donc cette élection annuelle était une pure formalité. Le système de rotation ne s'est bloqué qu'en mai 1991 : Stipe Mesić, représentant du nouveau gouvernement croate de Franjo Tuđman à la présidence, était sur le point de devenir président mais n'a pas été élu en raison de l'opposition d'une moitié de la présidence contrôlée par le dirigeant serbe Slobodan Milošević. Le siège de la fédération en voie de désintégration demeura vacant jusqu'au 1er juillet, date à laquelle Mesić fut finalement élu .
Un an seulement après la mort de Tito, les dirigeants yougoslaves durent faire face à de violentes émeutes au Kosovo. Le 2 avril 1981, la présidence dirigée par Cvijetin Mijatović déclara l'état d'urgence à Pristina et Kosovska Mitrovica, lequel dura une semaine . La présidence a de nouveau déclaré l'état d'urgence, cette fois-ci sur l'ensemble du territoire du Kosovo, le 27 février 1989, sous la présidence de Raif Dizdarević, lorsque des troubles encore plus graves ont éclaté dans la province . Pour la troisième fois dans la Yougoslavie post-Tito, l'état d'urgence au Kosovo fut imposé par la présidence en février 1990.
La composition de la dernière présidence, élue en mai 1989, reflète à la fois l'approche du pluralisme politique dans certaines parties de la fédération et le début de l'agonie en Yougoslavie : 
- Janez Drnovšek, de Slovénie, et Bogić Bogićević, de Bosnie-Herzégovine, ont été élus lors d'élections directes tenues dans leurs républiques  [5] ;
- les représentants de la Serbie, du Monténégro, du Kosovo et de la Voïvodine, c'est-à-dire la moitié de la présidence, agissaient sous le contrôle de facto de Slobodan Milošević à la suite de la révolution anti-bureaucratique.
- Stipe Šuvar, représentant croate d'opinions fortement pro-yougoslaves[6], fut remplacé en octobre 1990 par Stipe Mesić, nommé par le gouvernement croate.

À l'été 1991, Mesić et Drnovšek, considérant leurs républiques indépendantes, ont cessé d'assister aux sessions de la présidence. Ils ont été suivis par Bogićević et Vasil Tupurkovski, de Macédoine, de sorte que la présidence a cessé de facto d'exister, bien que les membres de la Serbie, de ses provinces (Kosovo et Voïvodine) et du Monténégro aient continué à tenir des sessions jusqu'en 1992.

## Composition personnelle (1971–1992)
| Presidency 1971–1974                                                                                                |                                         |                                                                                |
| Nom | Période de présidence                   | Représente                                                                     |
| Josip Broz Tito | 30 June 1971 – 15 May 1974              | President of the Republic, President of the League of Communists of Yugoslavia |
| Vidoje Žarković Veljko Mićunović Dobroslav Ćulafić                                                                  |                                         | RS du Monténégro                                                               |
| Ilija Rajačić Replaced by Sreten Kovačević Maćaš Keleman Replaced by Mrs. Ida Szabo                                 |                                         | SAP Vojvodina                                                                  |
| Ilaz Kurteshi Velli Deva                                                                                            |                                         | PAS du Kosovo                                                                  |
| Nikola Minčev Krste Crvenkovski Kiro Gligorov Replaced by Lazar Koliševski                                          |                                         | RS de Macédoine                                                                |
| Hamdija Pozderac Rato Dugonjić Augustin Papić                                                                       |                                         | RS de Bosnie-Herzégovine                                                       |
| Sergej Kraigher Marko Bulc Mitja Ribičič                                                                            |                                         | RS de Slovénie                                                                 |
| Dragoslav Marković Dobrivoje Vidić Koča Popović Replaced by Dragi Stamenković                                       |                                         | RS de Serbie                                                                   |
| Jakov Blažević Đuro Kladarin Miko Tripalo Replaced by Milan Mišković                                                |                                         | RS de Croatie                                                                  |
| Presidency 1974–1979                                                                                                |                                         |                                                                                |
| Josip Broz Tito | 15 May 1974 – 15 May 1979               | President of the Republic, President of the League of Communists of Yugoslavia |
| Vidoje Žarković |                                         | RS de Monténégro                                                               |
| Stevan Doronjski |                                         | SAP Vojvodina                                                                  |
| Fadil Hoxha |                                         | SAP Kosovo                                                                     |
| Lazar Koliševski |                                         | RS de Macédoine                                                                |
| Cvijetin Mijatović                                                                                                  |                                         | RS de Bosnie-Herzégovine                                                       |
| Edvard Kardelj1 1979 Sergej Kraigher                                                                                |                                         | RS de Slovénie                                                                 |
| Petar Stambolić |                                         | RS de Serbie                                                                   |
| Vladimir Bakarić |                                         | RS de Croatie                                                                  |
| Presidency 1979–1984                                                                                                |                                         |                                                                                |
| Josip Broz Tito1 | 15 May 1979 – 4 May 1980                | President of the Republic, President of the League of Communists of Yugoslavia |
| Vidoje Žarković |                                         | RS de Monténégro                                                               |
| Stevan Doronjski1 1981 Radovan Vlajković                                                                            |                                         | SAP Vojvodina                                                                  |
| Fadil Hoxha |                                         | SAP Kosovo                                                                     |
| Lazar Koliševski | 4 May 1980 – 15 May 1980                | RS de Macédoine                                                                |
| Cvijetin Mijatović                                                                                                  | 15 May 1980 – 15 May 1981               | RS de Bosnie-Herzégovine                                                       |
| Sergej Kraigher | 15 May 1981 – 15 May 1982               | RS de Slovénie                                                                 |
| Petar Stambolić | 15 May 1982 – 15 May 1983               | RS de Serbie                                                                   |
| Vladimir Bakarić1 1983 Mika Špiljak                                                                                 | 15 May 1983 – 15 May 1984               | RS de Croatie                                                                  |
| 1980 Stevan Doronjski 1980 Lazar Mojsov 1981 Dušan Dragosavac 1982 Mitja Ribičič 1983 Dragoslav Marković            |                                         | League of Communists of Yugoslavia                                             |
| Presidency 1984–1989                                                                                                |                                         |                                                                                |
| Veselin Đuranović                                                                                                   | 15 May 1984 – 15 May 1985               | RS de Monténégro                                                               |
| Radovan Vlajković                                                                                                   | 15 May 1985 – 15 May 1986               | SAP Vojvodina                                                                  |
| Sinan Hasani | 15 May 1986 – 15 May 1987               | SAP Kosovo                                                                     |
| Lazar Mojsov | 15 May 1987 – 15 May 1988               | RS de Macédoine                                                                |
| Branko Mikulić2 1986 Hamdija Pozderac3 1987 Raif Dizdarević                                                         | 15 May 1988 – 15 May 1989               | RS de Bosnie-Herzégovine                                                       |
| Stane Dolanc |                                         | RS de Slovénie                                                                 |
| Nikola Ljubičić |                                         | RS de Serbie                                                                   |
| Josip Vrhovec |                                         | RS de Croatie                                                                  |
| 1984 Ali Shukri 1985 Vidoje Žarković 1986 Milanko Renovica 1987 Boško Krunić 1988 Stipe Šuvar (until November 1988) |                                         | League of Communists of Yugoslavia                                             |
| Presidency 1989–1992                                                                                                |                                         |                                                                                |
| Dragutin Zelenović5 1990 Jugoslav Kostić                                                                            |                                         | SAP Vojvodina                                                                  |
| Riza Sapunxhiu6 1991 Sejdo Bajramović                                                                               |                                         | SAP Kosovo                                                                     |
| Vasil Tupurkovski                                                                                                   |                                         | RS de Macédoine / Republic of Macedonia                                        |
| Bogić Bogićević |                                         | RS de Bosnie-Herzégovine                                                       |
| Janez Drnovšek | 15 May 1989 – 15 May 1990               | RS de Slovénie / Republic of Slovenia                                          |
| Borisav Jović | 15 May 1990 – 15 May 1991               | RS de Serbie                                                                   |
| Stipe Šuvar4 1990 Stipe Mesić                                                                                       | 1 July 1991 – 3 October 1991            | RS de Croatie / Republic of Croatia                                            |
| Nenad Bućin7 1991 Branko Kostić                                                                                     | 6 December 1991 – 15 June 1992 (acting) | RS de Monténégro                                                               |